# Bonefro
Bonefro község (comune) Olaszország Molise régiójában, Campobasso megyében.

## Fekvése
A megye nyugati részén fekszik. Határai: Casacalenda, Montelongo, Montorio nei Frentani, Ripabottoni, San Giuliano di Puglia, Sant’Elia a Pianisi és Santa Croce di Magliano.

## Története
Benifro néven először egy 1049-ből származó dokumentumban említik. A hagyományok szerint venafrói lakosok alapították, innen származik elnevezése is. A következő századokban nemesi birtok volt. A 19. század elején nyerte el önállóságát, amikor a Nápolyi Királyságban felszámolták a feudalizmust.

## Népessége
A népesség számának alakulása:

## Főbb látnivalói
- Castello di Bonefro